# Mentes en Shock
Mentes en Shock (Mentes em Choque, no Brasil) é uma série espanhola baseada na série americana chamada Mental, que estreou em 4 de abril de 2011. No Brasil, a série vai ao ar no canal FOX.

## Sinopse
Mentes em Choque é uma série médica que apresenta León Robles, psiquiatra espanhol em crise com sua profissão, o recém-chegado Hospital Metropolitano de uma grande cidade americana em busca de sua irmã gêmea, que sofre de um grave distúrbio mental e está ausente por mais de 2 anos.

## Personagens

### León Robles (Alejandro Tous)
Psiquiatra espanhol que usa métodos pouco convencionais e, apesar da sua idade, já é muito respeitado. Ele viaja à América Latina à procura de Lola, sua irmã gêmea desaparecida. Lá ele reencontra Charo, que foi terapeuta de Lola e com quem ele teve um relacionamento amoroso.

### Charo Ríos (Goya Toledo)
Nascida na América Latina, mas criada e formada profissionalmente na Espanha, Charo é diretora-geral do setor de psiquiatria do Hospital Metropolitano. Workaholic, ela é separada e tem uma filha adolescente (Paloma). No passado teve um relacionamento amoroso rápido, mas intenso, com León, irmão de Lola, que tinha sido sua paciente.

### Román Moro (Luis Roberto Guzmán)
Hábil e inescrupuloso, ele quer ser o chefe de psiquiatria do hospital. Conhecido pela sua tendência a medicar demais os pacientes, vai bater de frente com León - adepto de uma linha mais humanista -, com quem disputará seu sonhado cargo.

### Diego Terra (Michel Brown)
Jovem residente que tem sangue indígena correndo nas veias, ele é contestador e impulsivo. Um diamante em bruto que precisa ser lapidado. Transparente e sincero, nobre e idealista, encontrará em León um exemplo a seguir.

### Lucía Garfunkel (Marcela Mar)
Filha de um grande psiquiatra, Lucía carrega o peso do sobrenome. Está prestes a se separar do marido, mas quer muito engravidar. Embora aparente ser rígida, formal e fria, Lucía é extremamente sensível.

### Renata Solá (María Fernanda Yepes)
Jovem e bonita, Renata procura esconder a sua origem muito humilde. Viciada em anfetaminas e com tendência à autoflagelação, encontrará contenção em Diego.

### Lola Robles (Marian Zapico)
Irmã gêmea de León, é uma menina jovem, bonita e doce, mas sofre de um caso grave de esquizofrenia. Ela desapareceu e o objetivo de León é encontrá-la e levá-la para casa.

## Episódios
Praticamente baseado na série Mental, "Mentes em Choque", co-produzido pela FOX International Channels e FOX América Latina acompanha 13 episódios de uma hora cada.
Obs: Os Episódios não possuem nome.
| Nº | Título        | Exibição original   |
| --- | ------------- | ------------------- |
| 01 | "Episódio 1"  | 4 de Abril de 2011  |
| León chega da Espanha à América Latina para procurar sua irmã Lola. Ele reencontra Charo, com quem teve um romance no passado. Ela era a chefe de psiquiatria do Hospital Metropolitano e acaba de ser promovida a diretora-geral da área. Por isso, procura um substituto para o cargo que deixou vago. Surpreendendo a todos com métodos pouco convencionais, León consegue ótimos resultados no caso de Fausto Rocca, um jovem com delírios de perseguição. Charo acaba oferecendo a ele o cargo de chefe de psiquiatria do hospital. |               |                     |
| 02 | "Episódio 2"  | 11 de Abril de 2011 |
| Román Moro e Lucía Garfunkel, que estavam de olho no cargo agora ocupado por León, estão irritados com Charo e desconfiam do recém-chegado. León conquista a confiança de Diego, um dos médicos residentes, quando o apoia no caso de Klaus, um paciente com “Síndrome do estrangeiro”. Enquanto isso, ele precisa lidar com Mara, uma adolescente de 15 anos que aparentemente sofreu um “Surto psicótico por abuso de substâncias químicas”. León descobrirá que a origem do problema está na falta de comunicação da garota com o pai, que é traficante de drogas. |               |                     |
| 03 | "Episódio 3"  | 18 de Abril de 2011 |
| León trata Nacho, um menino que viveu um “Episódio psicótico” vinculado ao seu vício em videogames. Román pressiona Renata, outra residente, para ela conseguir informações sobre León, oferecendo em troca as anfetaminas de que ela é dependente. Paralelamente, a irmã de León, Lola, entra clandestinamente no hospital e pinta toda a sala do irmão de vermelho. Para León, este é basicamente um sinal claro de que a irmã está viva… e por perto. |               |                     |
| 04 | "Episódio 4"  | 25 de Abril de 2011 |
| León trabalha no caso de Pedro Sandoval, um jovem com “Delírios místicos”, motivo pelo qual está sendo vinculado a um recente suicídio e a abuso de menores. Os psiquiatras se encontram diante do dilema de atender ou não um estuprador. Paralelamente, Román Moro trata Juana Oliva, uma mulher com “Transtorno de personalidade narcisista”, que coloca vídeos da sua vida na internet o tempo todo. Román dá alta à paciente contra a vontade de León. O que os dois não imaginam é que Juana morrerá nessa noite diante da câmera com a qual se filmava. Lucía Garfunkel vive um conflito com o marido, gerado pelo dilema de ter filhos ou não. |               |                     |
| 05 | "Episódio 5"  | 2 de Maio de 2011   |
| León trabalha com dois pacientes, Rita e Horacio, e entre eles nasce uma história de amor. Ele também lida com o assédio sexual de uma representante de laboratório que sofre de compulsão sexual. No final do episódio, León encontra sua irmã, Lola, mas uma repressão policial se interpõe entre eles. Charo continua sofrendo os altos e baixos da sua bipolaridade. León suspeita que alguma coisa está acontecendo com ela, mas por enquanto Charo não está disposta a contar a verdade para ele. |               |                     |
| 06 | "Episódio 6"  | 9 de Maio de 2011   |
| Os psiquiatras se dividem diante do caso de Mariano Valdés, paciente depressivo com ataques de pânico acusado pela morte do próprio pai. León descobrirá que Mariano é inocente, e que o assassino é na verdade o irmão do pai. Mas, a pedido de Mariano, manterá silêncio e segredo profissional. Enquanto isso, a casa de Charo é invadida e ela se vê em risco por causa de Lola. Charo consegue resolver a situação por pouco, mas, abalada por essa e outras situações, decide parar de tomar a medicação que vinha usando. Lucía luta contra a imagem opressiva de um pai psiquiatra de muito prestígio. |               |                     |
| 07 | "Episódio 7"  | 16 de Maio de 2011  |
| León está obcecado por encontrar a irmã. Como Lola atacou Charo, León decide fazer plantão na frente da casa da colega. Ele começa a ver a irmã em todos os lugares. E isso acaba frustrando um relacionamento sexual com Charo. Diego descobre que Renata faz cortes nas próprias coxas de forma compulsiva, mas ainda não sabe que ela é viciada em anfetamina. Sofía Escudero é tratada no hospital depois de um episódio delirante transitório, convencida de que um boneco de plástico é seu bebê. Charo trabalha em um caso de transtorno dismórfico corporal que a lavará a prestar mais atenção na própria filha. |               |                     |
| 08 | "Episódio 8"  | 23 de Maio de 2011  |
| Charo descobre que sua filha, Paloma, é anoréxica e acaba internando a garota à força. León, Renata e Diego lidam com um caso estranho: um transtorno psicótico compartilhado entre mãe e filha que dizem ser perseguidas por um vizinho. O episódio tem um tom de experiência paranormal. |               |                     |
| 09 | "Episódio 9"  | 30 de Maio de 2011  |
| Andrés chega ao hospital. Ele é pai de Paloma e ex-marido de Charo. A relação com León é tensa. Lola salva a vida de um mendigo, que ela leva para o hospital. O mendigo em questão é, na verdade, um alto executivo que não lembra como chegou a essa condição. Preocupada com os seus problemas no casamento, Lucía procura León no consultório. Eles acabam tendo relações sexuais, assim como Charo e o ex-marido. Enquanto isso, León e Charo pensam um no outro. Román conhece Matías em um bar gay. |               |                     |
| 10 | "Episódio 10" | 6 de Junho de 2011  |
| León está diante de um caso bastante peculiar de “desdobramento de personalidade” de um homem solitário que acredita ser “Dom Quixote”. Ele e Ramón têm uma séria divergência sobre a metodologia para tratá-lo. A partir daí Román passa a se dedicar com afinco a tirar León do cargo. Charo, por sua vez, reconstrói a relação com a filha, Paloma, que, já um pouco recuperada, volta com o pai para a Espanha. Matías e Román se encontram por coincidência no hospital. Román resiste internamente a algo inegável: começou a sentir atração por um homem. |               |                     |
| 11 | "Episódio 11" | 13 de Junho de 2011 |
| Chega ao hospital um caso de “síndrome de acumulação compulsiva”. Um porteiro guarda tantos objetos em casa que não consegue mais sair. León conseguirá interná-lo com todos os seus pertences no hospital, e ajudará o homem a se desprender do passado que o atormenta. Lola vai à casa de León, e os irmãos parecem reatar os laços. Charo se dá conta de que Lola é a única mulher em quem León pensa sempre. |               |                     |
| 12 | "Episódio 12" | 20 de Junho de 2011 |
| Lola Robles, que sofre da "síndrome de Capgras", é finalmente internada no hospital por Charo. León quer tratá-la, mas Charo o impede. León não lhe dá ouvidos e encontra um jeito de ficar sempre perto da irmã. Tudo parece entrar nos eixos e, finalmente, León e Charo fazem amor na mesma noite em que Lola decide se matar no hospital. |               |                     |
| 13 | "Episódio 13" | 27 de Junho de 2011 |
| León, abalado pela morte da irmã, precisa enfrentar os pais, que acabaram de chegar ao país. Isso confirma o que Lola sempre dizia, mas ele não acreditava: seu pai biológico ainda está vivo. Román começa a levar uma vida dupla: se entrega ao desejo de estar com Matías sem se separar da mulher. Com as suas faculdades mentais claramente afetadas, fruto do suicídio de Lola, León e Charo – que era responsável pelo tratamento de Lola – são afastados das suas respectivas funções. Román Moro e Lucía Garfunkel passam a ocupar os cargos. Diego e Renata decidem morar juntos, mas Renata continua mantendo o segredo sobre a sua dependência de anfetaminas. Sorrateiramente León carrega o corpo da irmã morta, e faz um ritual muito peculiar de cremação. Mas acaba sendo internado como psicótico. Charo, que aparentemente tinha pedido demissão do hospital, volta à instituição disposta a tratar do homem que ama. |               |                     |